# محمدحسن امین‌الضرب
محمدحسن اصفهانی ملقب به محمدحسن امین‌الضرب (زادهٔ ۱۲۱۴، درگذشتهٔ ۱۲۷۷ شمسی) مخفف امین دارالضرب و مشهور به کمپانی، بزرگ‌ترین بازرگان قرن نوزدهم، اولین سرمایه‌گذار صنعتی در ایران و رئیس اتاق بازرگانی تهران بود.

## زندگی‌نامه
محمدحسن تاجر اصفهانی فرزند آقا محمدحسین و بی‌بی‌ماه خانم از اهالی خوی در تاریخ (۱۲۱۴ه. شمسی) مطابق با (۱۲۵۱ه. قمری) و (۱۸۳۵ میلادی) در خانواده‌ای صراف در اصفهان به دنیا آمد. پدر محمدحسن برای کاری اصفهان را به مقصد کرمان ترک کرد. در آن شهر او به سختی و گرفتاری دچار شد و خانواده‌اش تا مدت‌ها از او خبری نداشتند. مادر محمدحسن مجبور شد مقداری از اثاث منزل را بفروشد تا محمدحسن را به دنبال پدر بفرستد. وقتی محمدحسن به کرمان می‌رسد متوجه می‌شود پدرش را از دست داده‌است. او به ناچار با کمک بازرگانان اصفهانی مقیم کرمان می‌تواند به اصفهان برگردد.

## مهاجرت به تهران
محمدحسن پس از مرگ پدر به تهران مهاجرت کرد. مدتی به کسب‌وکار بی‌رونق مشغول بود تا اینکه با تاجری یونانی به نام پانایوتی (Panayotti) آشنا شد و بعد از آن با موفقیتی که کسب کرد توانست کسب‌وکار مستقل خود را راه بیندازد. در سال ۱۲۸۷ق محمدحسن امین‌الضرب دفاتر تجاری خود را در سرای امیر واقع در بازار تهران بنا نهاد. در تهران چون مرد درستکاری بود توانست اعتماد مردم و دربار را جلب کند. و به‌مرور قبول برات بزرگان و رجال او را به شهرت رساند و با درباریان و شخص شاه ارتباط پیدا کرد.
محمدحسن از طریق آشنایی با غرب و تجارتخانه‌های خارجی مقیم ایران با شیوه‌های تجارت آشنا شد و به تشکیل کمپانی پرداخت. آشنایی امین‌الضرب با غرب و تأثیراتی که از آن پذیرفت، موجب شد تا در زمینه‌های جدیدی مثل راه‌آهن و کارخانه نیز سرمایه‌گذاری کند. وی از طریق افزایش سرمایه‌اش به یکی از ثروتمندترین تجار عصر خود بدل شد. سرمایهٔ او را مبلغی بالغ بر ۲۵ میلیون تومان تخمین زده‌اند.

## ریاست ضرابخانه
دارالضرب دولتی تا ۱۲۹۰ ق/ ۱۸۷۳ م به صورت ارثی در اختیار خاندان معیرالممالک قرار داشت. در این وقت آخرین فرد بازماندهٔ این دودمان یعنی دوستعلی نظام‌الدوله درگذشت. پسرش دوست‌محمد معیرالممالک که داماد ناصرالدین‌شاه بود، علاقه‌ای به ادامه مشاغل پدر نداشت و آن را رها کرد. به این‌ترتیب ناصرالدین‌شاه ادارهٔ ضرابخانه را به ابراهیم امین‌السلطان واگذار کرد که مشاغل متعددی بر عهده داشت. از ۱۲۹۳ ق/ ۱۸۷۶م ضرابخانهٔ دولتی متحول شد و به صورت رسمی درآمد. در ابتدا امین‌السلطان، محمدحسن را به عنوان دستیار انتخاب کرد و سپس امور آنجا را مستقلاً به او سپرد و لقب امین‌الضرب به وی اعطاء شد.
امین‌الضرب تا پایان دورهٔ ناصرالدین‌شاه چندین بار ادارهٔ ضرابخانه را به عهده داشت. او بانکدار آقامحمدابراهیم ارباب و میرزا علی‌اصغر اتابک پدر و پسر بود. در سال ۱۲۹۷ق امین‌السلطان به عنوان اجاره‌دار دولت انتخاب شد و تعهد پرداخت مبلغ ۲۵ هزار تومان به خزانهٔ سلطنتی را داشت که بدون کمک مؤثر حاج محمدحسن که خبره امور پولی و مالی بود نمی‌توانست به تنهایی کار را پیش ببرد. در واقع محمدحسن بود که ضرب سکه و پول را تا سال ۱۲۱۵ق (که امین‌السلطان پسر از صدارت عزل شد) برعهده داشت.

## اقدامات امین‌الضرب
دوران زندگی و فعالیت محمدحسن با حوادث و رخدادهای سیاسی و اجتماعی زیادی همراه بود. انحصار تنباکو، ترور ناصرالدین‌شاه به دست میرزا رضا کرمانی، تشکیل نخستین مجلس شورای ملی (۱۳۲۴ق) و به‌توپ بستن مجلس از جمله حوادث سیاسی و رخدادهایی چون قحطی و وبا نیز در این زمان اتفاق افتاد.
در سال ۱۲۴۸ شمسی، تهران و برخی از شهرهای ایران دچار قحطی شد. به درستی گفته‌اند این قحطی فاجعه‌انگیزترین رویداد در تاریخ معاصر ایران جلوه‌گر شد. محتکران از آوردن گندم به شهرها جلوگیری کردند تا بهای ارزاق را بالا برند. آن‌گاه به زد و بند با نانوایان نشستند. گرانی چنان بالا گرفت که مردم را توان خرید نماند. در این زمان، دارایی محمدحسن حدود نود هزار تومان بود که بخش بزرگی از دارایی‌اش را به حل مشکل قحطی اختصاص داد و اقدام به خرید گندم و انتقال آن به تهران کرد. این اقدام، باعث افزایش اعتبار و شهرت اجتماعی وی نزد مردم شد. از دیگر فعالیت‌های محمدحسن می‌توان به مبارزه با امتیاز تنباکو اشاره کرد. امین‌الضرب رابط میان جامعهٔ بازرگانان از سویی و دربار و دولت از سوی دیگر بود. تجار کشور، به‌ویژه تجار اصفهان، (موطن امین‌الضرب)، در نامه‌هایی که به او می‌نوشتند، از مضرات قرارداد رژی برای مردم سخن می‌گفتند و او را تشویق می‌کردند که با کمک به لغو این امتیاز خدمتی فراموش‌نشدنی به ملک و ملت انجام دهد.

### خدمات دیگر امین‌الضرب
- احداث اولین کارخانهٔ برق ایران: این کارخانه مشترکانی داشت و در محرم ۱۳۲۴/ فوریهٔ ۱۹۰۶ اعلام کرده بود که هر کس برق بیشتر مصرف کند، باید بهای بیشتری پرداخت کند.
- احداث کارخانهٔ بلورسازی در حدود سال ۱۳۰۵ ق/ ۱۸۸۸ م.
- تأسیس کارخانهٔ چینی‌سازی در تهران که خاک مورد نیاز آن از قریهٔ علی‌آباد تأمین می‌شد.
- ایجاد کارخانهٔ ابریشم‌تابی و ابریشم‌بافی در گیلان. ماشین‌آلات این کارخانه از شهر لیون تدارک شده بود.
- بنای کاروانسرای حسن‌آباد میان راه تهران ـ قم
- ساخت راه افجه به تهران
- پیشنهاد تأسیس بانک در ۱۲۹۶ ق/ ۱۸۷۹م (۱۰ سال پیش از تأسیس و تشکیل بانک شاهنشاهی)
- تأسیس یک بانک به مدتی کوتاه در ۱۳۱۳ق/ ۱۸۹۵م
- پیشنهاد احداث اولین کارخانهٔ ذوب‌آهن ایران در ۱۳۰۴ ق/ ۱۸۸۷م بود که امتیاز آن را از شاه گرفت، اما موفق به اجرای آن نشد.[۱۳]
- او همچنین فعالیت‌های عام‌المنفعهٔ زیادی از قبیل تهیهٔ پوشاک و مواد غذایی برای فقرا انجام می‌داد.
- از دیگر اقدامات او، کمک به سید جمال‌الدین اسدآبادی است. او در هنگام اقامت در تهران (۱۳۰۴ و ۱۳۰۷) در خانهٔ محمدحسن سکونت داشت و به پسر محمدحسن خان، محمدحسین امین‌الضرب، عربی می‌آموخت. او حتی در زمان اقامت سید جمال‌الدین اسدآبادی در روسیه نیز به حمایت مالی او ادامه داد.

اندیشه‌های اقتصادی امین‌الضرب به نسبت روزگاری که در آن می‌زیست، نو و ترقی‌خواهانه بود و در آن جنبه‌های ابتکار و نوجویی فراوان به چشم می‌خورد. خود او در گزارش به شاه همواره راجع به پیشرفت صنعت در کشور و تجمع سرمایه که اساس تمدن غربی بود، مطالبی بیان می‌کرد.

## مجلس وکلای تجار ایران
یکی از اقدامات مهم محمدحسن خان کمک به تشکیل مجلس وکلای تجار ایران در ۱۲۶۳ شمسی بود. مجلس وکلای تجار نخستین اتاق تجارتی بود که تجار برای بهره‌گیری از امتیازات اقتصادی و سیاسی ایجاد کردند. تجار در عریضهٔ خود به ناصرالدین‌شاه این‌گونه نوشته‌اند: «تجار در کنکاش خود چنین مصلحت دیدند که رئیس انتخاب نکنند، از آن‌که هر رئیسی در پی تحصیل فایدهٔ شخصی خواهد بود و سپس از میان خود ده نفر از رؤسا و ریش‌سفیدان را برگزینند و مجلسی به نام مجلس وکلای تجار ایران در پایتخت تأسیس دارند.»
اساسنامهٔ مجلس وکلای تجار ایران در شش فصل تنظیم شد و ریاست آن به عهدهٔ محمدحسن امین‌الضرب قرار گرفت. تعیین وکلا به‌صورت انتخابی نبود بلکه ریش‌سفیدان فهرستی از وکلا را تعیین می‌کردند.

## عمارت امین‌الضرب
خانه امین‌الضرب در منطقه ۱۲ تهران، نزدیک محله باغ پسته عودلاجان و گذر امامزاده یحیی قرار دارد.
عمارت امین الضرب مربوط به دوره قاجار است و  در تاریخ یکم مهرماه ۱۳۸۲ با شمارهٔ ثبت ۱۰۴۱۵ به‌عنوان یکی از آثار ملی ایران به ثبت رسیده است.

## درگذشت
محمدحسن اصفهانی در ۸ شعبان ۱۳۱۶ قمری (مطابق ۱ دی ۱۲۷۷ شمسی و ۲۲ دسامبر ۱۸۹۸ میلادی) درگذشت و پیکرش را به نجف بردند و در کنار گلدستهٔ ایوان حرم علی بن ابی‌طالب به خاک سپردند.